# Southside Spinners
Southside Spinners is een samenwerkingsverband tussen Marco Verkuylen (alias Marco V), Benjamin Kuyten (alias Benjamin Bates), Jesse en Thomas Hagenbeek.
Verkuylen en Kuyten hebben onder vele verschillende aliassen gewerkt, zoals 8th Wonder, The Beatshop, Charades, The Fusion, Stars On 99 en VK-38.

## Discografie

### Hitlijsten
| Single met eventuele hitnotering(en) in de Nederlandse Top 40 | Datum van verschijnen | Datum van binnenkomst | Hoogste positie | Aantal weken | Opmerkingen             |
| ------------------------------------------------------------- | --------------------- | --------------------- | --------------- | ------------ | ----------------------- |
| Luvstruck                                                     | 1999                  |                       | tip9            |              | Dancesmash op Radio 538 |
| Luvstruck 2000                                                |                       |                       |                 |              |                         |
| Luvstruck (Klubbheads 2005 remix)                             |                       | 23-4-2005             | 19              | 5            | Dancesmash op Radio 538 |

- MusicBrainz: 7330a424-c113-4e9b-8540-acf0f34ff116
- Virtual International Authority File: 132399329